# باشگاه فوتبال تیخوانا
باشگاه تیخوانا چولویسکویینتلس کالینته (به اسپانیایی: Club Tijuana Xoloitzcuintles de Caliente) که عموماً با نام تیخوانا (Tijuana) یا به شکل ساده شولوس (Xolos) نامیده می‌شود باشگاه فوتبال حرفه‌ای از شهر تیخوانا در مکزیک است.
این باشگاه در اوت ۲۰۰۶ تأسیس شد و بازی‌های خانگی خود را در ورزشگاه کالینته تیخوانا برگزار می‌کند.
تیخوانا یک قهرمانی در لیگ برتر مکزیک و یک قهرمانی در دسته دوم فوتبال مکزیک را در کارنامه دارد. در کنار آن به فینال بازی‌های پلی آف صعود در فصل ۱۱–۲۰۱۰ دسته دوم فوتبال مکزیک راه یافتند.